# Coleman Vision Tennis Championships
Il Coleman Vision Tennis Championships è un torneo di tennis che si gioca sul cemento che fa parte dell'ITF Women's Circuit. Il torneo si gioca ad Albuquerque negli USA dal 1998, a parte nel 2001 quando non si è disputato.

## Albo d'oro

### Singolare
| Anno              | Campionessa          | Finalista                  | Punteggio        |
| ----------------- | -------------------- | -------------------------- | ---------------- |
| 2013              | Shelby Rogers        | Anna Tatišvili             | 6–2, 6–3         |
| 2012              | Maria Sanchez        | Lauren Davis               | 6–1, 6–1         |
| 2011              | Regina Kulikova      | Anna Tatišvili             | 7–5, 6–3         |
| 2010              | Mirjana Lučić        | Lindsay Lee-Waters         | 6–1, 6–4         |
| 2009              | Shenay Perry         | Barbora Záhlavová-Strýcová | 7–5, 6–2         |
| 2008              | Julie Ditty          | Rossana de los Ríos        | 6–4, 7–6(3)      |
| 2007              | Rossana de los Ríos  | Maret Ani                  | 7–6(6), 1–6, 6–2 |
| 2006              | Ahsha Rolle          | Kristina Brandi            | 6–2, 6–4         |
| 2005              | Anastasija Rodionova | Maureen Drake              | 6–2, 6–3         |
| 2004              | Marissa Gould        | Stéphanie Dubois           | 6–1, 4–6, 6–4    |
| 2003              | Kristina Brandi      | Milagros Sequera           | 6–2, 6–2         |
| 2002              | Laura Granville      | Marie-Ève Pelletier        | 6(2)–7, 6–4, 6–1 |
| ↑ ITF 75K event ↑ |                      |                            |                  |
| 2000              | Brie Rippner         | María Vento-Kabchi         | 6–0, 6–0         |
| 1999              | Jennifer Hopkins     | María Vento-Kabchi         | 4–6, 7–6, 6–4    |
| 1998              | Anne Kremer          | Jane Chi                   | 2–6, 6–4, 6–4    |
| ↑ ITF 50K event ↑ |                      |                            |                  |

### Doppio
| Anno              | Campionesse                           | Finaliste                             | Punteggio           |
| ----------------- | ------------------------------------- | ------------------------------------- | ------------------- |
| 2013              | Eléni Daniilídou Coco Vandeweghe      | Melanie Oudin Taylor Townsend         | 6–4, 7–6(2)         |
| 2012              | Asia Muhammad Yasmin Schnack          | Irina Falconi Maria Sanchez           | 6–2, 1–6, [12–10]   |
| 2011              | Alexa Glatch Asia Muhammad            | Grace Min Melanie Oudin               | 4–6, 6–3, [10–2]    |
| 2010              | Lindsay Lee-Waters Megan Moulton-Levy | Abigail Spears Mashona Washington     | 2–6, 6–3, [10–8]    |
| 2009              | Mashona Washington Riza Zalameda      | Melinda Czink Lindsay Lee-Waters      | 6–3, 6–2            |
| 2008              | Julie Ditty Carly Gullickson          | Jorgelina Cravero Betina Jozami       | 6–3, 6–4            |
| 2007              | Melinda Czink Angela Haynes           | Līga Dekmeijere Varvara Lepchenko     | 7–5, 6–4            |
| 2006              | Julie Ditty Milagros Sequera          | Christina Fusano Aleke Tsoubanos      | 6–1, 6–4            |
| 2005              | Julie Ditty Milagros Sequera          | Romana Tedjakusuma Napaporn Tongsalee | 6–3, 6(6)–7, 7–6(2) |
| 2004              | Maureen Drake Carly Gullickson        | Stéphanie Dubois María Emilia Salerni | 6–3, 7–6(6)         |
| 2003              | Samantha Reeves Milagros Sequera      | Amanda Augustus Mélanie Marois        | 6–3, 6–2            |
| 2002              | Francesca Lubiani Milagros Sequera    | Tetjana Perebyjnis Christina Wheeler  | 1–6, 7–5, 7–5       |
| ↑ ITF 75K event ↑ |                                       |                                       |                     |
| 2000              | Brie Rippner Olena Tatarkova          | Lisa McShea Nirupama Sanjeev          | 6–4, 6–4            |
| 1999              | Debbie Graham Nana Miyagi             | Marion Maruska Nirupama Sanjeev       | 6–4, 7–5            |
| 1998              | Rachel McQuillan Nana Miyagi          | Erika de Lone Nicole Pratt            | 7–6, 6–2            |
| ↑ ITF 50K event ↑ |                                       |                                       |                     |